# Diantre
Diantre est une interjection, familière et désuète, qui peut être interprétée comme un signe d’étonnement ou d’admiration. C'est une altération par euphémisme familière de « diable », apparue au XVIe siècle et qui permettait ainsi d'éviter de prononcer le mot « diable ».